# Olympische Winterspiele 1948/Skilanglauf – 4 × 10 km (Männer)
Die 4 × 10-km-Skilanglaufstaffel der Männer bei den Olympischen Winterspielen 1948 fand am 3. Februar am Stazerwald statt.
In diesem Rennen mit Massenstart erzielten alle vier schwedischen Läufer jeweils die beste Teilzeit. Am Schluss betrug ihr Vorsprung auf die Finnen neun Minuten. Beim ersten Wechsel lag Österreich noch knapp auf der dritten Position, wurde danach aber von Norwegen verdrängt. Es gab einen Protest der Schweiz gegen Österreich, weil Rafreider mit fremder Hilfe auf der Strecke seine Ski gewachst haben soll, jedoch wurde dieser Einspruch abgewiesen.

## Ergebnisse
| Platz | #  | Land / Athleten                                                                      | Zeit                                              |
| ----- | -- | ------------------------------------------------------------------------------------ | ------------------------------------------------- |
| 1     | 08 | Schweden Nils Östensson Nils Täpp Gunnar Eriksson Martin Lundström                   | 2:32:08 h 36:16 min 37:14 min 38:27 min 40:11 min |
| 2     | 07 | Finnland Lauri Silvennoinen Teuvo Laukkanen Sauli Rytky August Kiuru                 | 2:41:06 h 38:11 min 38:16 min 40:30 min 44:09 min |
| 3     | 12 | Norwegen Erling Evensen Olav Økern Reidar Nyborg Olav Hagen                          | 2:44:33 h 40:15 min 38:37 min 41:39 min 44:02 min |
| 4     | 01 | Österreich Josef Gstrein Josef Deutschmann Engelbert Hundertpfund Karl Rafreider     | 2:47:18 h 40:02 min 40:46 min 42:09 min 44:21 min |
| 5     | 11 | Schweiz Niklaus Stump Robert Zurbriggen Max Müller Edi Schild                        | 2:48:07 h 41:08 min 40:22 min 42:05 min 44:32 min |
| 6     | 09 | Italien Vincenzo Perruchon Silvio Confortola Rizzieri Rodeghiero Severino Compagnoni | 2:51:00 h 41:50 min 41:18 min 41:51 min 46:01 min |
| 7     | 02 | Frankreich René Jeandel Gérard Perrier Marius Mora Benoît Carrara                    | 2:51:53 h 42:54 min 42:28 min 42:43 min 43:48 min |
| 8     | 06 | Tschechoslowakei Štefan Kovalčík František Balvín Jaroslav Zajíček Jaroslav Cardal   | 2:54:56 h 42:57 min 43:12 min 44:53 min 43:54 min |
| 9     | 05 | Jugoslawien Tone Razinger Tone Pogačnik Matevž Kordež Jože Knific                    | 2:55:55 h 41:16 min 43:08 min 45:01 min 46:30 min |
| 10    | 10 | Polen Józef Daniel Krzeptowski Stanisław Bukowski Tadeusz Kwapień Stefan Dziedzic    | 2:59:19 h 43:03 min 44:22 min 43:29 min 48:25 min |
| 11    | 04 | Liechtenstein Christof Frommelt Arthur Meier Xaver Frick Egon Matt                   | 3:35:39 h 47:25 min 52:51 min 58:21 min 57:02 min |
|       | 03 | Vereinigte Staaten                                                                   | DNS                                               |